# Ahmed bin Saeed Al Maktoum
Pour les articles homonymes, voir Al Maktoum (homonymie).
أحمد بن سعيد آل مكتوم
Cheikh Ahmed ben Saeed Al Maktoum (en arabe : أحمد بن سعيد آل مكتوم), né le 1er décembre 1958 est président de l'autorité de l'aviation civile de Dubaï, PDG et fondateur du groupe Emirates, président de Dubai World, et de la compagnie d'assurance Noor Takaful. Il est l'actuel chancelier de la première université de troisième cycle basée sur la recherche du Moyen-Orient, l'université britannique de Dubaï, président du Comité budgétaire suprême de Dubaï et deuxième vice-président du Conseil exécutif de Dubaï. Membre milliardaire de la famille Al Maktoum au pouvoir à Dubaï, il est considéré comme l'un des membres de la famille royale les plus riches du monde.

## Jeunesse

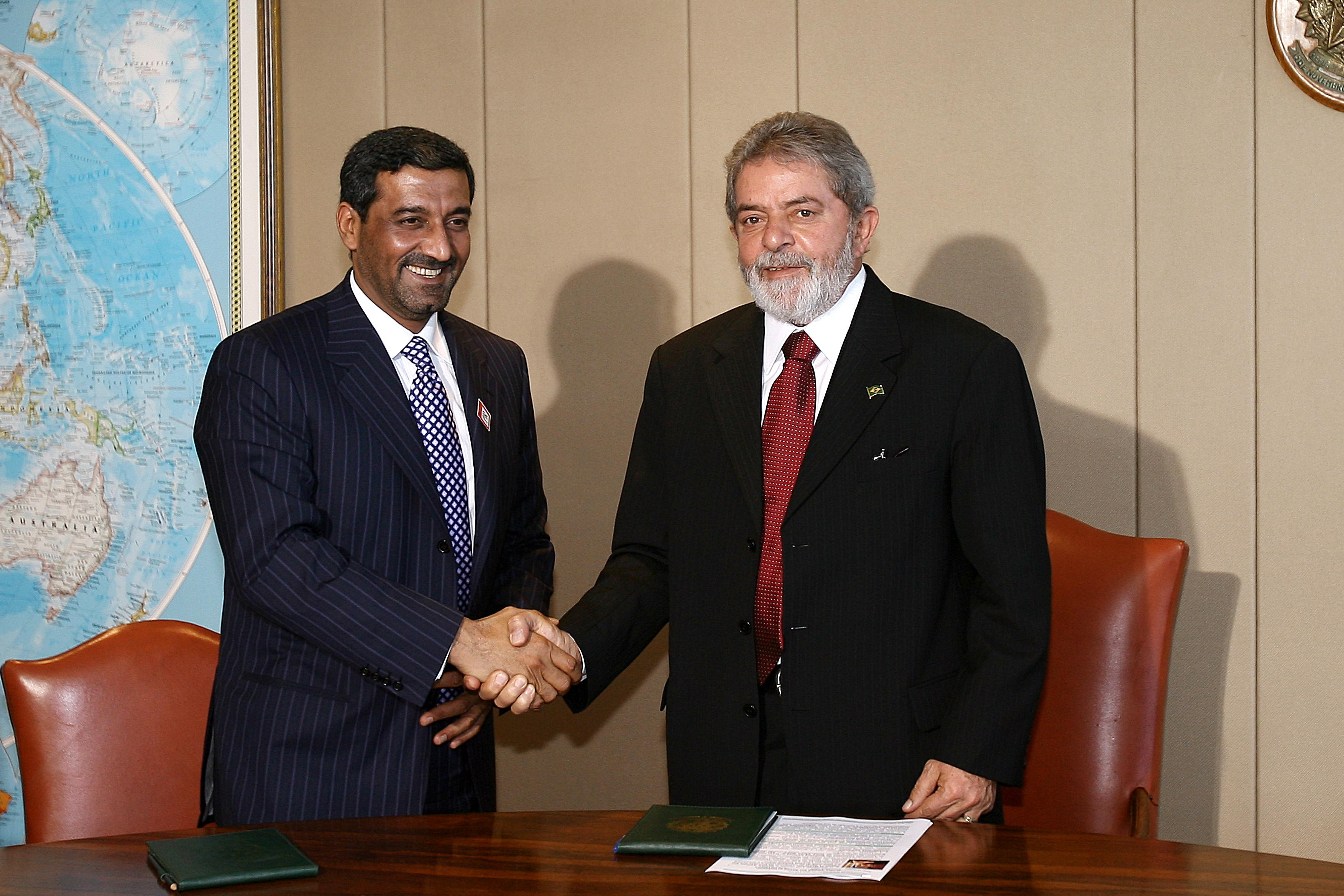
Al Maktoum avec Lula da Silva, président du Brésil de l'époque, en 2007.

Le plus jeune fils de l'ancien dirigeant de Dubaï Saeed ben Maktoum ben Hasher Al Maktoum et le seul enfant de sa deuxième épouse Sheikha Fatima bint Ahmed ben Suliman. Sheikh Ahmed est le demi-frère de l'ancien dirigeant de Dubaï Rachid ben Saïd Al Maktoum et l'oncle de l'actuel dirigeant, Mohammed ben Rachid Al Maktoum.

## Carrière
La carrière d'Ahmed dans l'industrie aéronautique commence en 1985, alors qu'il est nommé président du Département de l'aviation civile de Dubaï (DCA) (l'organe directeur qui supervisait les activités de Dubaï International et Dubai Duty Free). Emirates, le transporteur national, a été lancé au même moment et Ahmed en fut nommé président,,,.
On pense qu'il a des liens avec au moins quatorze membres des conseils d'administration de quatorze organisations de quatorze industries. Ahmed a été appelé « l'homme qui a placé Dubaï sur la carte de l'aviation mondiale ».
Il a également été nommé PDG d'Emirates Airline & Group et ce, depuis 1985.
En octobre 2019, Al Maktoum, en tant que président de l'Autorité de l'aviation civile de Dubaï (DCAA), a ouvert un quatuor de plates-formes de commerce alimentaire mondial spécifiques au secteur au Dubai World Trade Center (DWTC).
Al Maktoum est président du Conseil de la zone franche de Dubaï. Lors de sa 13e réunion en 2019, présidée par Al Maktoum, les membres ont discuté d'initiatives et de propositions de contrats de location à long terme ou d'investisseurs et de passeports de zone franche.

## Philanthropie
Al Maktoum est le président du plus grand festival de célébration de la parole et de l'écrit au Moyen-Orient, le Emirates Airline Festival of Literature.

## Vie privée
Il est diplômé de l'université de Denver,. Il a épousé la mondaine égyptienne Nivin El-Gamal en 2007. Elle a donné naissance à leur seul enfant,, Sheikh Saeed bin Ahmed bin Saeed Al Maktoum. Al Maktoum a ensuite épousé une cousine germaine à deux reprises (une tradition régionale) en 2008. Il a épousé sa cousine Moza bint Hamdan Al Malik Al Shehi en 2019 et est devenu père d'un fils nommé Mohammed le 22 novembre 2020.

## Honneurs et récompenses
- Diplôme honorifique de la City University de Londres[17]
- Living Legend of Aviation - Entrepreneur aéronautique de l'année 2007[18]
- Prix de l'entrepreneur de l'année 2011
- Prix de la personnalité de l'année 2012 du festival Emirates Airline[19]
- Chevalier honoraire commandant de l'Ordre le plus excellent de l'Empire britannique (2013)